# Stefan Olszowy
Stefan Olszowy ps. Dębowy (ur. 24 grudnia 1909 w Trześniku, zm. 27 lutego 1942 w KL Auschwitz) − polski rolnik, działacz ruchu ludowego.

## Życiorys
Pochodził z rodziny chłopskiej. Był synem Józefa i Wilhelminy z domu Wołowiec. Ukończył sześcioletnią szkołę powszechną w Kosowach. W wieku 16 lat wstąpił do Związku Młodzieży Wiejskiej RP „Wici”. W latach 1928–1931 pracował na Śląsku jako robotnik. W 1929 roku powołano go do odbycia zasadniczej służby wojskowej. Był aktywnym działaczem Stronnictwa Ludowego od momentu jego powstania w 1931 roku. W 1932 roku został prezesem Powiatowego Zarządu Związku Młodzieży Wiejskiej „Wici” w Kolbuszowej, natomiast w 1935 roku objął funkcję prezesa Zarządu Powiatowego SL w Kolbuszowej. Był jednym z kierujących w 1937 roku strajkiem chłopskim w powiecie kolbuszowskim. Po zakończeniu strajku został aresztowany.
Według Haliny Dudzińskiej „powszechnie uważano” go za członka Komunistycznej Partii Polski.
W 1940 roku Olszowy wstąpił do Związku Walki Zbrojnej. Od maja tegoż roku był również przewodniczącym powiatowej trójki SL „Roch”. 20 czerwca 1941 roku został aresztowany przez Niemców i osadzony w rzeszowskim więzieniu. 23 października 1941 roku przewieziono go do KL Auschwitz, gdzie otrzymał numer obozowy 21911. Został zastrzelony podczas próby ucieczki z obozu.

## Upamiętnienie
Pośmiertnie został awansowany do stopnia kapitana Batalionów Chłopskich. 
Do grudnia 1990 roku był patronem jednej z ulic w Kolbuszowej. 
W 1959 roku został patronem szkoły podstawowej w Kosowach. Do początku lat 90. na budynku szkoły znajdowała się tablica upamiętniająca patrona. W październiku 2018 roku na patrona szkoły wybrano ks. Jerzego Popiełuszkę.